# مجمع پارلمانی کشورهای ترک
مجلس پارلمانی کشورهای تُرک به انگلیسی (Turkic Parliamentary Assembly) یکی از زیر مجموعه‌های سازمان دولت‌های تُرک می‌باشد و لازم است ذکر شود که سازمان کشورهای تُرک مترادف سازمان کشورهای عربی که جهان عرب نامیده می‌شود و سازمان کشورهای انگلیسی زبان می‌باشد که پایهٔ اصلی آن حفظ زبان و ادبیات عادات و رسوم ملی و محلی می‌باشد و در صورت امکان افزایش محدود تأثیر گذاری می‌گذارد